# Bodsjön (Idenors socken, Hälsingland)
Bodsjön är en sjö i Hudiksvalls kommun i Hälsingland och ingår i Harmångersån-Delångersåns kustområde.